# Ludwik Bohdan Grzeniewski

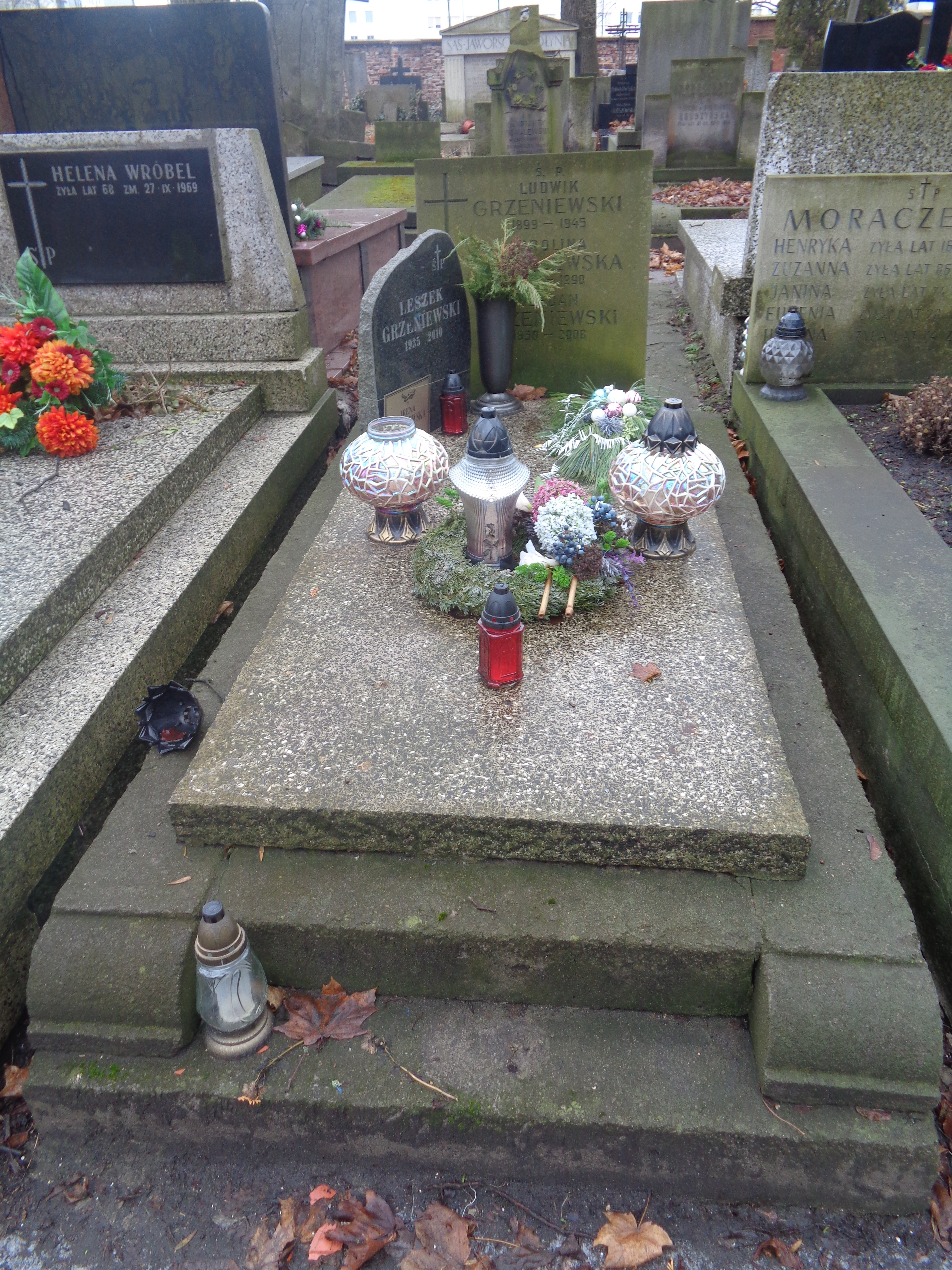
Grób Ludwika Grzeniewskiego na Cmentarzu Powązkowskim

Ludwik Bohdan Grzeniewski (ur. 9 maja 1930 w Warszawie, zm. 6 października 2008) – polski eseista, krytyk literacki, prozaik, poeta.

## Życiorys
Ukończył studia na Wydziale Filozoficzno-Społecznym Uniwersytetu Warszawskiego. Debiutował na łamach dziennika "Nowa Kultura" jako krytyk literacki. Był długoletnim redaktorem tygodnika "Argumenty" (Warszawa). W 1982 r. otrzymał nagrodę miasta Warszawy. Pochowany na cmentarzu Powązkowskim (kwatera 331-1-19).

## Twórczość

### Szkice i eseje
- Warszawa w "Lalce" Prusa
- Weryfikacja
- Leona Chwistka "Pałace Boga". Próba rekonstrukcji
- Szkice warszawskie
- Warszawa Aleksandra Gierymskiego
- "Drobiazgów duch, wspaniały i powietrzny". Szkice o realiach literatury
- Iwan Bunin

### Poezja
- Zimowy pejzaż
- Daty

### Proza
- Pod sosen rzeką
- Księga wyjścia

### ZJózefem Galewskim
- Warszawa zapamiętana. Ostatnie lata XIX stulecia (Wspomnienia)